# Bunyans Cemetery
Bunyans Cemetery is een Britse militaire begraafplaats met gesneuvelden uit de Eerste Wereldoorlog, gelegen in de Franse gemeente Tilloy-lès-Mofflaines (departement Pas-de-Calais). De begraafplaats ligt aan de Chemin des Revers op ruim 1 km ten noordoosten van het centrum van Tilloy (Église Saint-Brice). Ze werd ontworpen door George Goldsmith en heeft een rechthoekig grondplan met aan de oostelijke zijde een apsis waarin het Cross of Sacrifice staat. De begraafplaats wordt omsloten door een natuurstenen muur afgedekt met witte boordstenen. Vanaf de weg voert een pad van 140 m naar de toegang die bestaat uit een metalen hekje tussen witte stenen zuilen.
De begraafplaats telt 54 Britse gesneuvelden en wordt onderhouden door de Commonwealth War Graves Commission.

## Geschiedenis
Tilloy-lès-Mofflaines werd op 9 april 1917 veroverd door de 3rd Division, gevolgd door de 37th Division. Bunyans Cemetery (de oorsprong van de naam is niet bekend) werd na de opmars in april 1917 door infanterie-eenheden begonnen (rij A). De rijen B tot en met E werden tussen april en 4 juli 1917 door de 62nd en 63rd Brigades, Royal Field Artillery aangelegd. 

### Onderscheiden militair
- George Pace, sergeant bij het Queen's Own (Royal West Kent Regiment) werd onderscheiden met de Military Medal (MM).